# 村田あず
村田 あず（むらた あず、10月12日生）は、日本のAV女優。クローネ所属

## 略歴
2019年3月、SODクリエイトの「青春時代」レーベル専属女優としてAVデビュー。
2019年5月より専属を離れ、企画単体女優として活動。

## 人物
イギリスと日本のハーフで、生まれも育ちもイギリス（スコットランド）。
小学校から高校まで野球に打ち込んでいた。
AVデビュー前は大手航空会社でCAをしていた。
中学2年の時に希志あいのに心惹かれ、後に彼女がAV女優であることを知り、同時にエロの世界に魅了され、AV女優に憧れを持ち将来の夢になる。が、それを周りに明かしたことで問題視され、不本意ながらAV女優以外の道（CA）を選ぶことになった。しかし、AV女優になりたいという感情が抑えられなくなり、航空会社を退社して自ら現在の所属事務所に応募した。本人曰く「AV女優として仕事をすることでそれまで以上の幸せを感じられ充実もしている」。

## 出演作品

### アダルトDVD
2019年
- 超大物ルーキーの開幕戦 プレイボール! 村田あず SOD専属AVデビュー（3月7日、SODクリエイト）
- ド直球美少女 村田あず リアル彼氏と通話しながら他人チ○ポで実況アヘイキ報告! ネトラレAV撮影!（4月11日、SODクリエイト）
- 観光旅行で来日していた韓国人チョン・ソ○ちゃんとの3日間の記録、流出。（5月12日、FIRST STAR）※「チョン・ソ○」名義
- 実家は成城の大豪邸というマルチリンガルな帰国子女が自宅で3年ぶりのセカンドバージン解禁!（5月19日、キチックス）※「樋口澄香」名義
- 恥じらいドしろーと娘 初めての無許可撮影SEX JD自宅連れ込み「個人撮影」 激シコ上玉4名（6月14日、赤面女子）
- 顔出し!女子○校生限定 ザ・マジックミラー 素人女子○校生が生まれて初めてのデカチン駅弁SEX体験! 抱え上げられた小柄なJ○に羞恥体位のままイってもやめない膣奥突き上げピストン! うぶなオマ○コから白濁汁が溢れ出るほど連続本気イキ! 人生初の真正中出しスペシャル! in 池袋（6月19日、ディープス）※「はな」名義
- 元CA 鶴見あすか(仮) ハイスペック経歴を投げ打ってやけっぱちのAVデビュー 変態願望と性欲が強すぎて飛行中に客とセックスしたのがバレてクビに!（6月20日、Mr.michiru）※「鶴見あすか」名義
- 「偶然のキスで豹変! 涎まみれで唇をしゃぶりまくるベロちゅう大好き女子○生」 VOL.1（7月25日、DANDY）
- ひよこ1周年記念。 「ひと夏の思い出。」 銭湯で見つけたくっきり日焼けの天使たちをただ欲望のままに…（8月1日、ひよこ）共演:宇佐美みか、佐野あい、清野雫 ほか
- 女子●生 アルコールたんぽん 強制泥酔イキ地獄（8月7日、アパッチ）
- 初めてが私でいいのかな ひよこ女子の密着・いちゃいちゃ・甘えんぼ極上筆おろし 〜ひよこ1周年記念スペシャル。君はどの天使で筆おろしされたい??編〜（8月8日、ひよこ）共演:冬愛ことね
- 突然のエッチな刺激に耐えて組み立てろ! ほろ酔い素人娘限定! 遠隔操作固定バイブ フラフラブルブル!ドミノゲーム（9月19日、ATOM）
- 街行くシロウト女子大生ナンパ! ニーハイ編 絶対領域は欲しがりな証拠（9月25日、ナンパJAPAN）
- 合法的公然わいせつ! 吊り革を掴んだままの痴漢 デリヘル嬢に立ちバックで生挿入!生中出し! 7（9月26日、Mr.michiru）
- ニーハイ×ミニスカ女子にモテまくりでヤリまくり!!ボクが入った学校は昨年まで女子校で今年から共学になった!! 中学時代は女子とは全く無縁だったボクは当然まだモテないと思っていたら男は2人しかいないから男と言うだけで結構モテちゃったんです!!しかも教室はほぼ女子校状態でパンチラ天国!しかもしかも皆、ニーハイにミニスカートと、とても超そそる格好で毎日飽きません!!とにかく毎日、色々な子たちの様々なパンツが見えて勃起しまっています!当然勃起していたらバレてしまいヤバイ!と思ったら勃起に興奮したみたいでボクのチ○ポを求めてきた!!正直、勉強する時間が減ってしまってイヤだったのですがニーハイ×ミニスカ女子と毎日とっかえひっかえエッチ出来てヤリチン気分を味わえたから良しとしましょう!!（10月7日、Hunter）共演:水卜麻衣奈、柏木まい、沖田里緒、東条蒼、富田優衣 ほか
- 美少女達が貴方だけに語りかけながら、ヌルヌルおま●こドアップでぬちゅぬちゅ指オナ とろとろ愛液泡立ちまくりの連続絶頂自撮りオナニー（10月25日、BAZOOKA）

### アダルトVR
- トイレがない世界で、女子校のトイレになれるVR 〜部活編〜（2019年9月26日、SODクリエイト）共演:五十嵐星蘭、有栖るる、御坂りあ、水無瀬怜奈、月下あいり、宇多田あみ

### イメージDVD
- 昂る思春期の欲望（2019年5月31日、スパイスビジュアル）※「大堀伶奈」名義

## 雑誌
- 週刊ポスト 2019年7月19・26日号（小学館） - グラビア「美女アスリート 女性器測定会」